# 戒體
戒體，佛教術語，即戒之體、戒之根本、戒的本質，是在接受佛教戒律（受戒）之後，在心理上出現的一種持续、強制的效力，能够阻止一個人做出違犯戒律之事。這個學說最早出現於部派佛教時期的說一切有部與法藏部等，大乘佛教也接受這個說法，但在教義上不同。

## 概論
戒體，即戒之体性，又译无作、无表，爲佛弟子受戒後於身、心所生的防止毁犯戒律的效力、意志。得到戒体，不假造作，恒常相续，故又称无作；其外相不显著，即無表色，故称无表。戒體是受戒四科门（四分律），其餘三個爲戒法、戒行、戒相。
據學者考證，佛陀沒有提出過戒體的概念。最早出自說一切有部《大毘婆沙論》。说一切有部主張，戒體是一種無表色的色法，由身業與口業所形成。
漢傳佛教中，最早提倡戒體學說的，是天台宗智顗，以及唐代道宣。智顗在《菩萨戒义疏》说：“初戒体者，不起而已，起即性无作假色。经论互说诤论有无。一云都无无作，色心假合共成众生。善恶本由心起，不应别有。顽善顽恶，皆是指心。誓不为恶即名受戒。璎珞经云：一切圣凡戒尽以心为体，心无尽故戒亦无尽。或言教为戒体，或云真谛为戒体，或言愿为戒体，无别无作。……若因中别有顽善共为佛因，佛地亦别有此善共为佛果。当知，心为因果更无别法。二云大小乘经论尽有无作，皆是实法。……然此二释旧所诤论，言无於理极会在文难惬，言有於理难安在文极便。”由此可知，陈隋以前已有关于戒体有无的诤论，智顗予以承认，并认为其为假色。